# Тертышный, Пётр Вакулович
Пётр Ваку́лович Терты́шный (3 (15) февраля 1899, село Степанки, Черкасский уезд, Киевская губерния, ныне Черкасский район, Черкасская область — 4 марта 1997, Киев) — советский военачальник, Герой Советского Союза (23 октября 1943 года). Генерал-лейтенант (11 июля 1945 года).

## Начальная биография
Пётр Вакулович Тертышный родился 2 (15) февраля 1899 года в селе Степанки ныне Черкасского района Черкасской области Украины в крестьянской семье.
После получения среднего образования работал машинистом на заводе Зибельштейна и на заводе «Брянск, Терно, Юкельзон» в Одессе.

## Военная служба

### Гражданская война
В апреле 1919 года призван в Красную Армию и служил красноармейцем в 50-м Украинском советском полку, с сентября 1919 — в 105-м отдельном железнодорожном батальоне, в составе которых принимал участие в боевых действиях на Южном фронте против войск генерала А. И. Деникина. С января 1920 года — командир отделения 361-го стрелкового полка 41-й стрелковой дивизии, затем командир взвода в 364-м стрелковом полку. В июне 1920 года направлен командиром взвода в 363-й стрелковый полк той же дивизии, в составе которого принимал участие в боевых действиях на территории Подольской губернии и в Галиции во время советско-польской войны, а также против войск под командованием С. Петлюры.
В 1920 году за отличия в боях награждён орденом Красного Знамени.

### Межвоенное время
В декабре 1920 года назначен на должность командира отделения в составе 1-го отдельного кадрированного стрелкового полка (41-я стрелковая дивизия, Киевский военный округ), в январе 1921 года — на должность командира отделения 361-го стрелкового полка, а затем — на должность командира взводом в составе 394-го стрелкового полка (Житомир). Принимал участие в борьбе с бандитизмом в районе Чернобыля. В 1921 году окончил повторные курсы при штабе 44-й стрелковой дивизии. С июля 1922 года служил на должностях командира взвода и помощника командира роты в составе 132-го Донецкого стрелкового полка (Украинский военный округ).
В 1927 году окончил Киевскую объединённую военную школу имени С. С. Каменева. В августе 1927 года направлен в 43-й стрелковый полк 15-й стрелковой дивизии Украинского ВО (Зиновьевск), где служил на должностях командира роты и помощника начальника штаба полка. В 1928 году вступил в ВКП(б). В апреле 1931 года назначен на должность помощника начальника 1-го сектора 2-го отдела штаба Украинского военного округа.
В ноябре 1933 года направлен на Дальний Восток, где служил на должностях помощника начальника сектора 4-го отдела штаба ОКДВА, с июля 1937 — военного контролера и заместителя уполномоченного комиссии советского контроля при СНК СССР по Дальневосточному краю. В сентябре 1939 года назначен на должность начальника отдела начальной и допризывной военной подготовки штаба Харьковского военного округа.
В ноябре 1940 года направлен на учёбу на Высшие стрелково-тактические курсы «Выстрел».

### Великая Отечественная война
После окончания курсов Тертышный в июле 1941 года назначен на должность военного коменданта Новгорода, в августе — на должность командира 1004-го стрелкового полка, в ноябре — на должность заместителя командира 3-й танковой дивизии (Северо-Западный фронт). В декабре 1941 года назначен на должность командира 237-й стрелковой дивизии, формировавшейся в Сибирском военном округе (гг. Сталинск, Киселёвск, Прокопьевск). В мае дивизия прибыла в район Вологды и вошла в состав 2-й резервной армии, в июле переброшена на Воронежский фронт. В составе 60-й армии этого фронта (с 3 августа — в составе 38-й армии Брянского фронта) дивизия принимала участие в Воронежско-Ворошиловградской оборонительной операции в районе Воронежа.
В августе 1942 года назначен на должность начальника отдела боевой подготовки штаба 38-й армии (Воронежский фронт), а в ноябре того же года — на должность командира 161-й стрелковой дивизии, которая отличилась в Воронежско-Касторненской наступательной операции. В начале февраля дивизию передали 69-й армии и во время Харьковской наступательной операции она принимала участие в освобождении Волчанска, Корочи, Харькова. А в марте дивизии пришлось с тяжелыми боями отходить на Белгород во время Харьковской оборонительной операции. Вскоре дивизию передали в 40-ю армию Воронежского фронта, с которой она участвовала в Курской битве (на южном фасе Курской дуги), наступала в Белгородско-Харьковской наступательной операции и освободила город Лебедин (19 августа 1943 года).
Командир 161-й стрелковой дивизии 40-й армии Воронежского фронта генерал-майор П. В. Тертышный особо отличился в ходе битвы за Днепр. 22 сентября дивизия вышла к Днепру и уже 23 сентября форсировала Днепр в районе села Зарубинцы Каневского района (Черкасская область, Украинская ССР) и заняла с боем плацдарм на правом берегу реки. Несколько суток бойцы дивизии отбивали контратаки противника, расширяя плацдарм. Командир дивизии умело руководил и боем и скорейшей переправой сил дивизии на плацдарм.
Указом Президиума Верховного Совета СССР от 23 октября 1943 года «за успешное форсирование реки Днепр южнее Киева, прочное закрепление плацдарма на западном берегу реки Днепр и проявленные при этом отвагу и геройство» генерал-майору Петру Вакуловичу Тертышному присвоено звание Героя Советского Союза с вручением ордена Ленина и медали «Золотая Звезда» (№ 2023).
Вскоре 161-я стрелковая дивизия принимала участие в Киевской наступательной, Киевской оборонительной, Житомирско-Бердичевской и Проскуровско-Черновицкой наступательных операциях.
7 июня 1944 года генерал Тертышный назначен на должность командира 15-го стрелкового корпуса 38-й армии 1-го Украинского фронта, которым командовал до конца войны. Корпус под его командованием принимал участие в Львовско-Сандомирской, Сандомирско-Силезской, Верхне-Силезской, Моравско-Остравской и Пражской наступательных операций, в том числе в освобождении городов Золочев, Дембица, Хшанув и Рацибуж.

### Послевоенная карьера
После окончания войны корпус был расформирован, а П. В. Тертышный с июля 1945 года находился в распоряжении Военного совета Северной группы войск (Польша), в октябре того же года назначен на должность начальника Управления боевой и физической подготовки этой же группы войск. В апреле 1948 года был направлен на учебу, а после окончания Высших академических курсов при Высшей военной академии имени К. Е. Ворошилова в мае 1949 года назначен на должность командира 41-го стрелкового корпуса (Белорусский военный округ). С мая 1952 года — на должность помощника командующего войсками Туркестанского военного округа. Генерал-лейтенант П. В. Тертышный в сентябре 1954 года вышел в запас.
Жил в Киеве. Умер 4 марта 1997 года. Похоронен на Лесном кладбище.

## Награды
- Медаль «Золотая Звезда» Героя Советского Союза (23.10.1943);
- Два ордена Ленина (23.10.1943, 21.02.1945);
- Четыре ордена Красного Знамени (2.03.1920, 23.09.1944, 3.11.1944, 1953);
- Ордена Кутузова 1-й (29.06.1945) и 2-й (6.04.1945) степеней;
- Два ордена Суворова 2-й степени (8.02.1943, 27.08.1943);
- Орден Отечественной войны 1-й степени (11.03.1985);
- Медали СССР;
- Орден Virtuti Militari 3-й степени (Польша);
- Орден «Крест Грюнвальда» 3-й степени (Польша);
- Медали Польши и Чехословакии.

## Воинские звания
- Полковник (до 1939 года);
- Генерал-майор (19 января 1943 года);
- Генерал-лейтенант (11 июля 1945 года).